# Minton Castle Mound
Minton Castle Mound är ett slott i Storbritannien.   Det ligger i grevskapet Shropshire i riksdelen England, i den södra delen av landet, 210 km nordväst om huvudstaden London. Minton Castle Mound ligger 236 meter över havet.
Terrängen runt Minton Castle Mound är kuperad åt nordväst, men åt sydost är den platt. Runt Minton Castle Mound är det ganska glesbefolkat, med 40 invånare per kvadratkilometer. Närmaste större samhälle är Church Stretton, 4,0 km nordost om Minton Castle Mound. Trakten runt Minton Castle Mound består till största delen av jordbruksmark.